# Aeroclub Trelew
El Aeroclub Trelew (OACI: SAOY/SA34 - FAA: TRW) es un aeroclub ubicado al norte Trelew, provincia del Chubut, Argentina, sobre la Ruta Provincial 8. Aquí funciona una escuela de vuelo y se realizan bautismos de vuelos, vuelos panorámicos, traslados y vuelos de observación.

## Historia

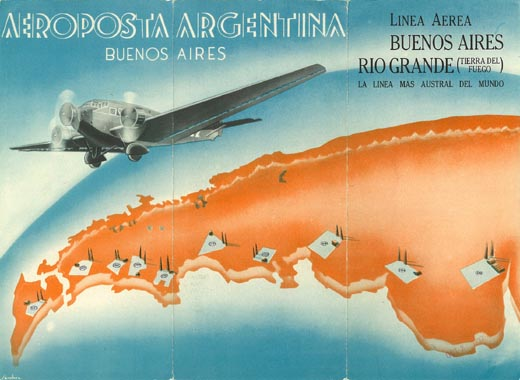
Cartel de la Aeroposta con la línea Buenos Aires - Río Grande

El primer vuelo llegó el 31 de octubre de 1929 y al día siguiente comenzaron los vuelos regulares a la ciudad. Se inauguró el 15 de agosto de 1938 y hasta 1979 funcionó en el sitio el aeropuerto de Trelew, cuando se trasladó a su ubicación actual en el predio de la Base Aeronaval Almirante Zar. Recibió vuelos de la Aeroposta Argentina S.A., Aerolíneas Argentinas, Austral Líneas Aéreas, Líneas Aéreas del Estado, entre otros, con destinos a San Antonio Oeste, Comodoro Rivadavia, Buenos Aires, Bahía Blanca, etc.

### Vuelo 811 y masacre de Trelew

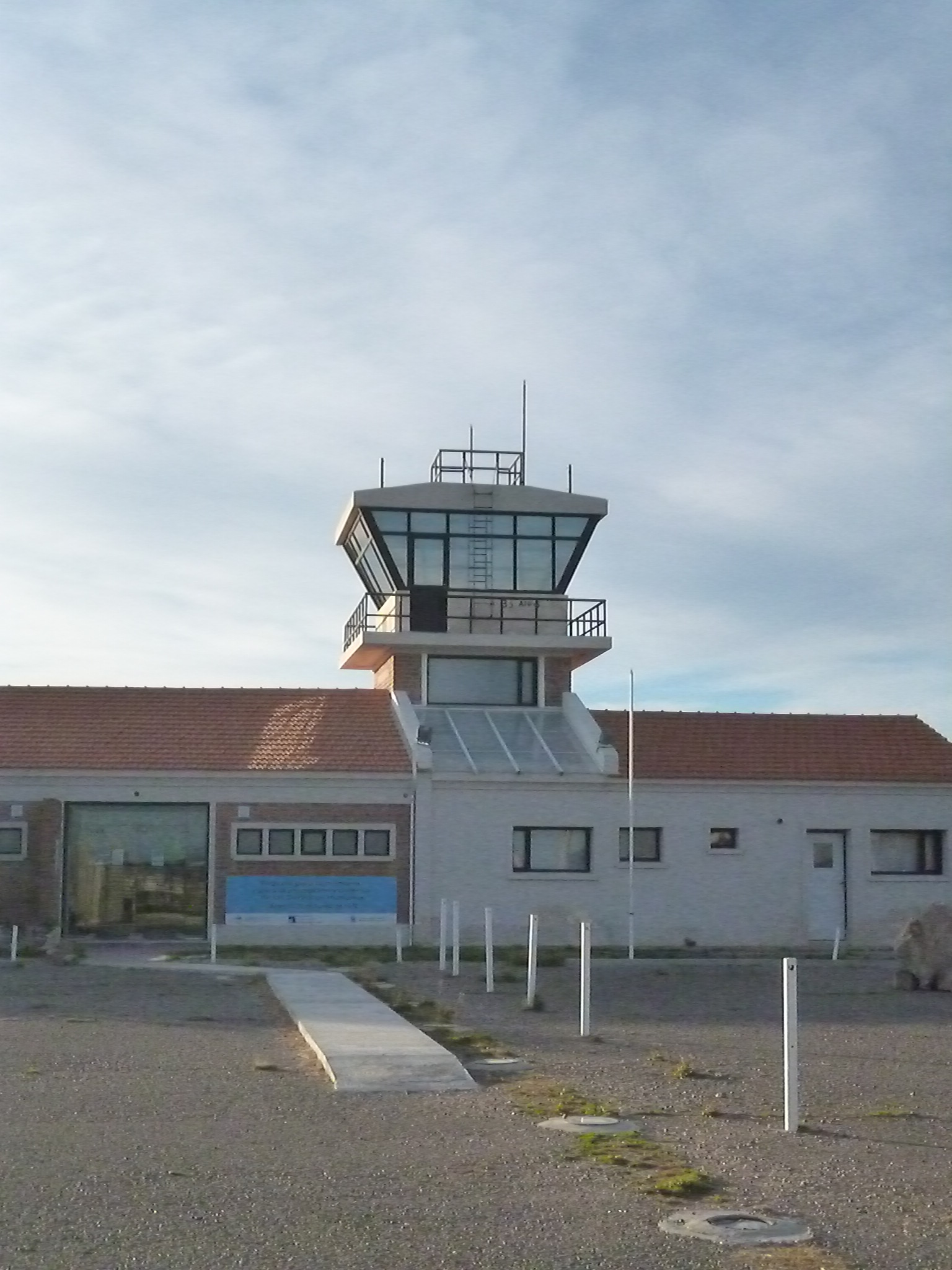
Vista actual del aeropuerto viejo.

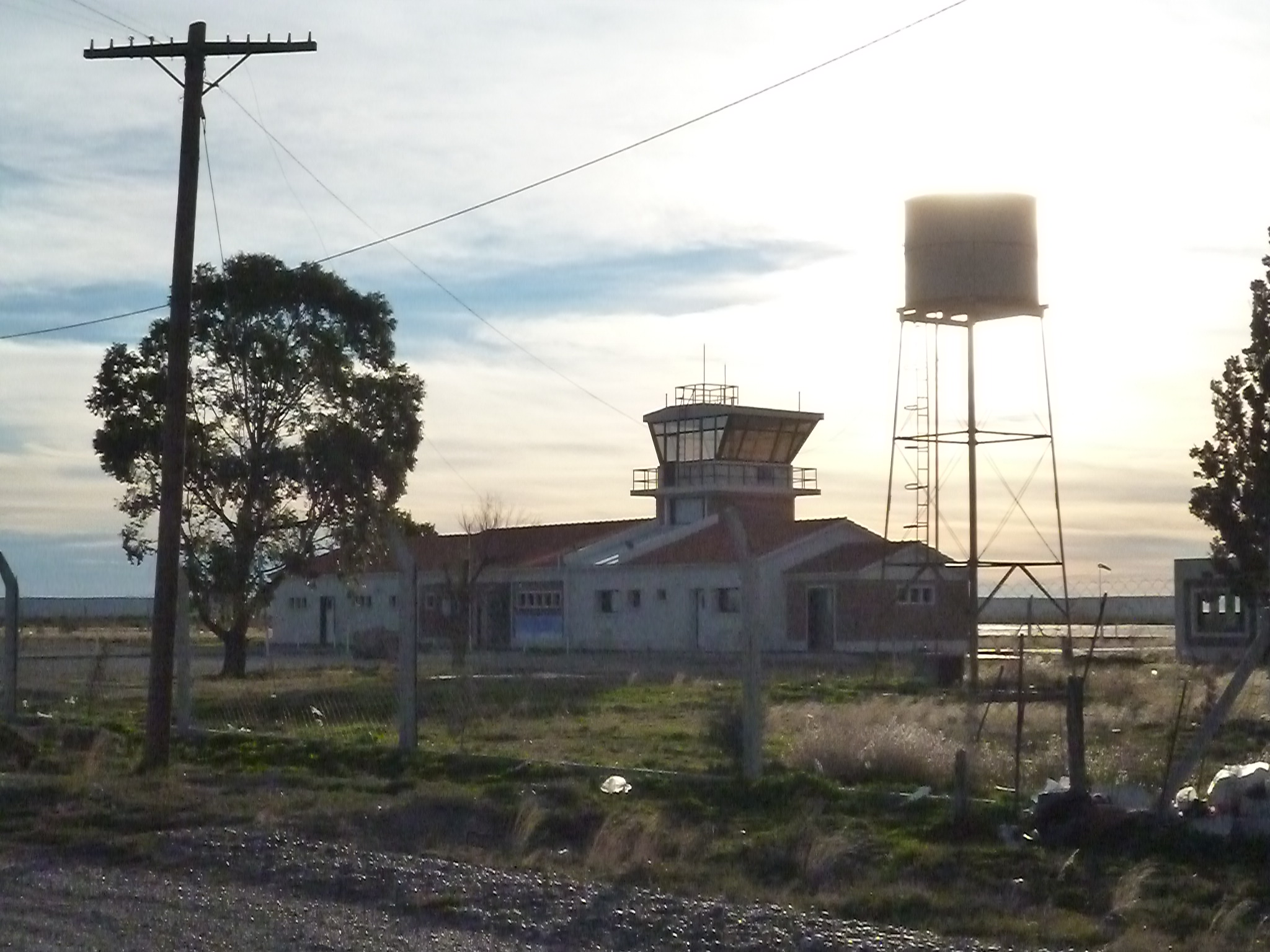
Edificio completo.

El 15 de agosto de 1972, 110 prisioneros políticos se fugaron del penal de Rawson y tomaron un BAC 1-11 de Austral que se dirigía a Buenos Aires, para dirigirse primero a Chile y después a Cuba. Los planes fallaron y 19 de ellos, que no lograron escaparse, decidieron tomar el edificio, en el que había unos pocos pasajeros y personal de las aerolíneas. Al ver frustradas sus posibilidades, luego de ofrecer una conferencia de prensa a cargo de Rubén Pedro Bonnet este contingente depuso sus armas sin oponer resistencia ante los efectivos militares de la Armada que mantenían rodeada la zona, solicitando y recibiendo públicas garantías para sus vidas en presencia de periodistas y autoridades judiciales.
Una patrulla militar bajo las órdenes del capitán de corbeta Luis Emilio Sosa, segundo jefe de la Base Aeronaval Almirante Zar, condujo a los prisioneros recapturados dentro de una unidad de transporte colectivo hacia dicha dependencia militar. Ante la oposición de éstos y el pedido de ser trasladados de regreso nuevamente a la cárcel de Rawson, el capitán Sosa adujo que el nuevo sitio de reclusión era transitorio, pues dentro del penal continuaba el motín y no estaban dadas las condiciones de seguridad. Allí fueron fusilados el 22 de agosto.
Luego de estar varios años con sus instalaciones abandonadas, desde 2007, en la antigua terminal aérea funciona el Centro Cultural por la Memoria donde se realizan actualmente muestras vinculadas a la memoria de la historia social del pueblo de la provincia del Chubut y donde se exhiben pintadas que recuerdan la masacre como símbolo de la resistencia popular, como así también fotografías relacionadas con el Trelewazo.

### Años recientes
En los primeros meses de 2017, el aeroclub recibió vuelos comerciales debido al cierre temporal del aeropuerto Almirante Zar por reformas.